# Prison d'État du Tennessee
Tennessee State Prison
La prison d'État du Tennessee (en anglais : Tennessee State Prison), également appelé pénitencier d’État du Tennessee (en anglais : Tennessee State Penitentiary), est un ancien établissement correctionnel situé à 6 milles (9,66 km) à l'ouest du centre-ville de Nashville, dans le comté de Davidson et dans l’État américain du Tennessee.
L'établissement, situé sur Cockrill Bend, ouvre ses portes en 1898 et ferme définitivement en 1992 en raison de problèmes de surpopulation carcérale. Il était géré par le Tennessee Department of Correction (en).
L'installation mise sous cocon a été gravement endommagée par une tornade EF3 lors de la vague de tornades survenues du 2 au 3 mars 2020 (en).

## Histoire

### Le premier pénitencier
La construction du premier pénitencier de l'État du Tennessee, situé sur l'actuelle 15e Avenue entre Church Street et Charlotte Avenue, est décidée en 1829. L'établissement entre en fonction le 1er janvier 1831. L'établissement comporte alors uniquement 200 cellules, la résidence d'un directeur et un hôpital.
La prison accueille des hommes et des femmes, le premier détenu masculin est incarcéré en 1831 et la première détenue incarcérée en 1840[réf. nécessaire].
Des aménagements sont réalisés en 1858 afin d'augmenter la capacité de l'établissement de 32 cellules, lui permettant de disposer d'une capacité de 352 places.
En 1863, l'armée de l'Union prend le contrôle du pénitencier et l'utilise comme prison militaire (en). Sous l'occupation de l'Union, la population carcérale est multipliée par trois et les conditions de détention s'aggravent. Les condamnés sont en outre loués au gouvernement fédéral par le gouvernement d'occupation du Tennessee afin d'aider à rembourser leurs dettes croissantes. Parmi les prisonniers détenus dans l'établissement durant cette période se trouve notamment Mark R. Cockrill (en), sympathisant confédéré dont la propriété de West Nashville sera plus tard achetée pour être utilisée comme terrain de construction de la nouvelle prison.
Après la fin de la guerre de Sécession, le pourcentage de détenus noirs dans l'État du Tennessee augmente de façon spectaculaire, passant d'environ 5% de la population carcérale avant la guerre à environ 62% en 1869. La proportion de femmes noires en prison est en outre nettement plus élevée que celle des hommes noirs par rapport aux blancs, toutes les prisonnières du Tennessee en 1868 étant des femmes afro-américaines.
Chaque condamné doit couvrir une partie du coût de l'incarcération en effectuant un travail physique. Les détenus travaillent jusqu'à 16 heures par jour et ne bénéficient que de maigres rations ainsi que de dortoirs non chauffés et non ventilés. Les années 1840 voient ainsi une augmentation de l'utilisation de la main-d'œuvre pénitentiaire, les détenus étant employés dans la construction du bâtiment du Capitole de l'État du Tennessee situé à Nashville[réf. nécessaire].
Le travail pénitentiaire est si lucratif que la prison d'État devient un système générateur de revenus qui entre en concurrence directe avec les travailleurs libres. L'État passe également des contrats avec des entreprises privées pour exploiter des usines installées à l'intérieur des murs de l'établissement et qui utilise la main-d'œuvre disponible des détenus.
En 1870, le pénitencier d'État a conclu un accord avec la Tennessee Coal, Iron, and Railroad Company (en), établissant ainsi le premier programme de location de condamnés dans le pays. Cette situation ne fait cependant qu'ajouter aux frustrations croissantes des travailleurs libres qui organisent ainsi une grève contre la Tennessee Coal, Iron, and Railroad Company (en) en 1871. Bien que cette action s'avère finalement inefficace, elle représente cependant la première de nombreuses révoltes organisée à l'encontre du système de location des détenus[réf. nécessaire].
Une aile de la prison destinée à accueillir exclusivement des femmes est ouverte en 1892 mais la surpopulation que connait l'établissement contraint bientôt les hommes et les femmes à être logés ensemble[réf. nécessaire].
Le premier pénitencier ferme définitivement en 1898 à la suite de l'ouverture du second pénitencier destiné à le remplacer. Le pénitencier original de l'État du Tennessee situé sur Church Street est démoli en 1898 et les matériaux récupérables sont utilisés afin de construire des dépendances dans le nouvel établissement, faisant ainsi le lien entre le premier établissement datant de 1831 et le second établissement.

### Le second pénitencier
La construction du second pénitencier du Tennessee se termine en 1898 et coute près de 500 000 $ de l'époque (soit 12,3 millions $ de 2007). Sa conception prévoit la construction d'une structure de style gothique d'inspiration victorienne qui rappelle ainsi une forteresse européenne médiévale. Cela lui vaudra son surnom de « Château » (en anglais : The Castle), Inspirée de l'établissement correctionnel d'Auburn tant dans sa conception que dans la discipline qui y est appliquée, la prison est la première du genre à être construite au Tennessee et, plus globalement, dans le Sud des États-Unis[réf. nécessaire]. Le régime auburnien prévoit ainsi que « pendant la journée, les prisonniers, les yeux baissés, travaillaient silencieusement ensemble dans des ateliers, tandis que la nuit, ils dormaient seuls dans des cellules séparées. En aucun cas, ils ne pouvaient communiquer entre eux, et ce n'est que lorsque la nécessité l'exigeait qu'ils pouvaient recevoir des lettres ou des appels de parents et d'amis. ».
L'établissement est constituée de 800 petites cellules, chacune conçue pour n'accueillir qu'un seul détenu mais accueille près de 1403 détenus dès son ouverture, ce qui créée une surpopulation immédiate. Dans une plus ou moins grande mesure, la surpopulation a persisté tout au long du siècle suivant.
Un bâtiment administratif et d'autres bâtiments plus petits destinés à accueillir des  bureaux, des entrepôts et des usines sont également construits à l'intérieur de parois rocheuses de 6,15 m de haut et de 1 m d'épaisseur. Le plan prévoit également la construction d'une ferme destinée aux activités à l'extérieur des murs de la prison et impose la mise en place d'un système distinct destiné à accueillir les jeunes délinquants afin de les maintenir séparés des criminels plus âgés et endurcis. Une aile séparée destinée à accueillir les femmes est également construite à l'angle nord-ouest du terrain, ce bâtiment abritant également les détenues qui travaillaient à la ferme.
La nouvelle prison est construite par Enoch Guy Elliott, époux de Lady Ida Beasley Elliott (en) qui utilise essentiellement le travail pénitentiaire effectué par les détenus afin de construire la nouvelle prison. Le gouverneur du Tennessee Peter Turney (en) nomme en outre Enoch Guy Elliott directeur de l'ancienne prison.
La responsabilité des exécutions réalisées dans les comtés du Tennessee est transférée au pénitencier d’État du Tennessee en 1909, d'abord par l’intermédiaire de potences destinées à exécuter les détenus par pendaison puis, à partir de 1913, avec l'installation d'une chaise électrique surnommée « Old Smokey (en) ». Le premier détenu à avoir été exécuté par électrocution est Julius Morgan (en) en 1916 et 78 détenus sont ainsi exécutés par cette méthode jusqu'en 1960.
En 1989, le Tennessee Department of Correction (en) ouvre un nouveau pénitencier, l'institution de sécurité maximum de Riverbend (en) également située à Nashville, ce qui entraine le transfert de tous les détenus de l'établissement en 1989. Le second pénitencier de l'État du Tennessee ferme donc définitivement en juin 1992..
Dans le cadre du règlement du recours collectif Grubbs v. Bradley de 1983, la Cour fédérale émet une injonction permanente interdisant au Tennessee Department of Correction (en) d'incarcérer à nouveau des détenus dans la prison d'État du Tennessee.
L'établissement est très gravement endommagé par une tornade de catégorie EF3 (sur l'échelle de Fujita améliorée) lors de la vague de tornades survenues du 2 au 3 mars 2020 (en),.

## Détenus notables

### Dans le premier pénitencier
- John Murrell[16]
- Mark R. Cockrill (en)[17]

### Dans le second pénitencier
- Julius Morgan (en), premier détenu à avoir été exécuté dans l'établissement[14]
- James Earl Ray, assassin de Martin Luther King[18]

## Événements notables

### Dans le premier pénitencier
Le premier pénitencier subit un incendie en 1855 qui cause la mort d'un détenu et des dégâts estimés à près de 100 000 $ de l'époque.

### Dans le second pénitencier
En 1902, dix-sept prisonniers font sauter le bout d'une aile de la prison, tuant un détenu et permettant l'évasion de deux autres qui n'ont jamais été repris.
Quelque temps plus tard, un groupe de détenus prend le contrôle de l'aile séparée hébergeant les détenus blancs et en conservent le contrôle pendant dix-huit heures avant de se rendre.
En 1907, plusieurs détenus s'emparent d'un moteur à commutation et enfoncent une porte de l'établissement afin de. En 1938, des détenus organisent une évasion massive.
En mars 1960, deux détenus, Raymond Farra et Robert Rivera, prennent en otage 19 personnes et les retiennent dans le bureau du directeur adjoint. Les deux détenus libèrent leurs otages et se rendent au bout de 25 heures.
Plusieurs incendies graves surviennent également dans le pénitencier, dont un qui détruit la salle à manger principale. Des émeutes ont enfin lieu en 1975 et 1985.

## La prison dans l'art et la culture
Sauf indication contraire, les informations mentionnées dans cette section peuvent être confirmées par la base de données cinématographiques IMDb,  présente dans la section « Liens externes ».
L'établissement à servi de lieu de tournage pour de nombreux films tels que :
- Framed,
- Nashville,
- Marie,
- Ernest est dupe,
- Les Révoltés d'Attica,
- Dernière Danse
- A Letter From Death Row,
- La Ligne verte[7],[15],[18],
- Le Dernier Château[11],
- Walk the Line[7],[15].

Il a également servi de cadre pour deux clips d'Eric Church, "Lightning" et "Homeboy", ainsi que pour le clip de Cage The Elephant pour "Cold Cold Cold" et pour "Bring Me Down" de Pillar.
L'émission de VH1 Celebrity Paranormal Project (en) y tourne également le troisième épisode de la série (intitulé "The Warden") ainsi que le dernier épisode de la première saison (intitulé "Dead Man Walking"). La prison était appelée "The Walls Maximum Security Prison" dans les deux épisodes.
Cet ancien pénitencier a également été mentionné dans l'album Sinners Like Me (en) du musicien country Eric Church dans une chanson intitulée Lightning. La chanson parle d'un homme qui va être exécuté sur la chaise électrique à Farnworth en priant Dieu pour le pardon d'avoir commis un meurtre.
L'album A Concert Behind Prison Walls (en) de Johnny Cash, sorti en 1976 avec pour invités spéciaux Linda Ronstadt, Roy Clark et Foster Brooks (en), a été enregistré dans l'établissement,.

## Galerie

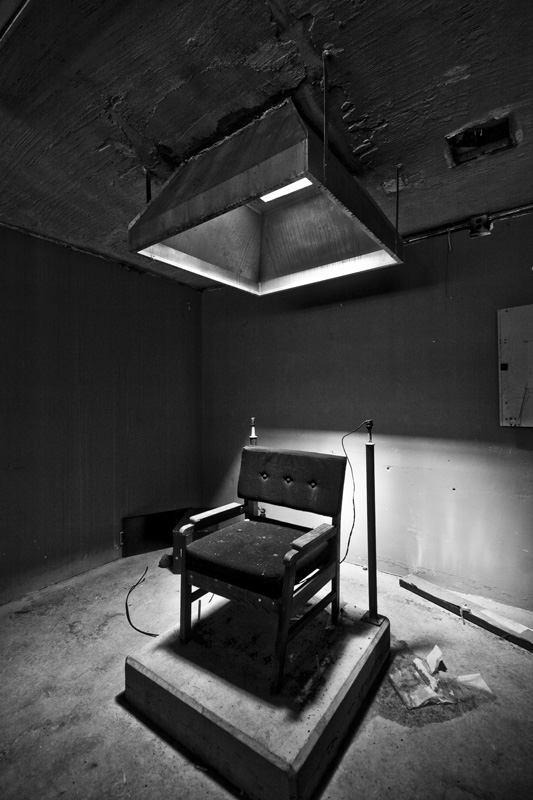
Vestiges de la chambre de la chaise électrique
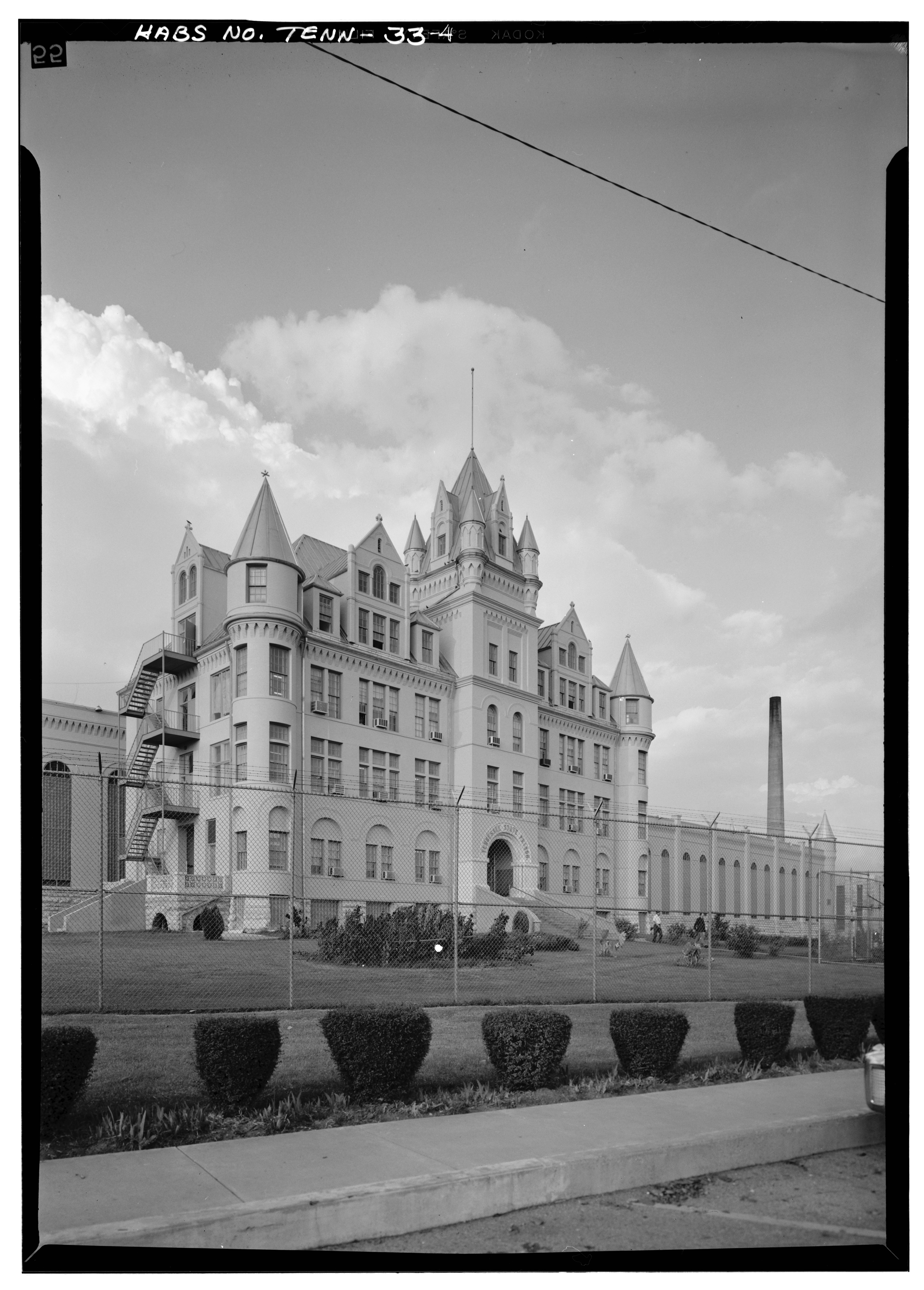
Façade sud-ouest
Escalier principal